# زرياب (جنس)
الزِّرْيَاب أو أبو زريق (الاسم العلمي: Garrulus)، جنس طيور من القيق وفصيلة الغرابيات أعطانه العالم القديم.

## الأنواع
الأنواع المعترف بها ثلاثة:
| الصورة | الاسم العلمي         | الاسم الشائع   | التوزيع                                                              |
| ------ | -------------------- | -------------- | -------------------------------------------------------------------- |
|        | Garrulus glandarius  | قيق أوراسي     | غرب أوروبا وشمال غرب أفريقيا إلى شبه القارة الهندية.                 |
|        | Garrulus lanceolatus | قيق أسود الرأس | من شرق أفغانستان إلى شرق جبال الهيمالايا، من الهند إلى نيبال وبوتان. |
|        | Garrulus lidthi      | قيق لدث        | اليابان                                                              |